# Област Делвине
Област Делвине (алб. Rrethi i Delvinës) је једна од 36 области Албаније. Има 5.754 становника (попис из 2011), и површину од 367 km². На југу је земље, а главни град је Делвине.
Обухвата општине: Верго, Дељвин (Делвине), Месопотам и Финић.